# Бай Чжосюань
Бай Чжосюань (кит. упр. 白卓璇, пиньинь Bai Zhuoxuan; род. 16 ноября 2002[…], Хэнань) — китайская теннисистка; победительница пятнадцати турниров ITF (12 — в одиночном разряде).

## Профессиональная карьера
В 2021—2023 годах стала победительницей двенадцати турниров ITF в одиночном разряде.
И в 2021 году стала победительницей ещё трёх турниров ITF в парном разряде.

### 2023
В начале июля 2023 года отобрались из квалификации и участвовала в основной сетке одиночном разряде Уимблдонского турнира, где в первом раунде соревнований победила бельгийку Исалину Бонавентюре, но во втором круге соревнований она проиграла опытной туниске Онс Жабёр со счётом: 1-6, 1-6, — которая в итоге стала финалисткой этого турнира.

### 2024
В середине января 2024 года участвовала в одиночном разряде Открытого чемпионата Австралии, где она в первом раунде соревнований проиграла россиянке Элине Аванесян со счётом: 6-4, 5-7, 2-6.

## Итоговое место в рейтинге WTA по годам
| Год  | Одиночный рейтинг | Парный рейтинг |
| 2023 | 107               | —              |
| 2022 | 362               | 1013           |
| 2021 | 806               | 987            |
| 2020 | 867               | —              |
| 2019 | 835               | —              |